# Olibski kanal
Olibski kanal (hrvaško Olipski kanal) je morski kanal v Jadranskem morju na Hrvaškem, med otokoma Olib in Silba. Kanal se razteza v smeri sever-severozahod proti jugu-jugovzhodu na vzhodni strani otoka Silba in zahodni strani otoka Oliba. Povezuje se s Pohlibskim kanalom na severni strani.
Na jugu je kanal pogosto močno izpostavljen raznim nevihtam. 1,2 navtične milje severozahodno od otočka Morovnik, ob severnem vhodu v kanal, je neoznačena plitvina Morovnik. Pred severozahodno obalo otoka Olib je otoček Šip, ki ga obdaja grebensko dno, ki se povezuje z rtom Šip na otoški obali, približno 0,8 navtične milje južno pa je pečina Kurjak.